# Stanford Olsen
Stanford Olsen (Utah, 1960) è un tenore statunitense. Nel corso della sua carriera ha cantato in importanti teatri dell'opera, tra cui la Royal Opera House, La Scala, la Deutsche Oper Berlin e la Metropolitan Opera House, dove ha cantato per oltre centosessanta rappresentazioni dal 1986 al 1997. È noto soprattutto per i suoi ruoli dal repertorio di Mozart, Bellini, Donizetti e Rossini.

## Biografia
Nato e cresciuto in una famiglia di mormoni nello Utah, studiò canto all'Università dello Utah laureandosi nel 1984. Successivamente si perfezionò al conservatorio dell'Università di Cincinnati.
Fece il suo debutto nel 1983 con la Utah Symphony e nel 1986 esordì nel mondo dell'opera al Metropolitan, cantando il ruolo di Arturo nell'opera di Bellini I puritani accanto a Joan Sutherland, rimpiazzando all'ultimo momento Rockwell Blake nell'ultimo atto. Nelle tre stagioni successive tornò al Met per cantare i ruoli di Borsa in Rigoletto, Gastone ne La traviata, Arturo in Lucia di Lammermoor e il venditore di canzonette ne Il tabarro.
Dopo una serie di ruoli minori, ottenne il suo primo ruolo da protagonista nella tournée statunitensi dell'allestimento del Metropolitan de L'elisir d'amore nel ruolo di Nemorino (1988). Di ritorno a New York fu il Conte Almaviva ne Il barbiere di Siviglia al Met nel 1989. Successivamente tornò ancora al Metropolitan per cantare le parti di Alfred ne Il pipistrello, Fenton in Falstaff, Idreno in Semiramide, il tenore italiano ne Il cavaliere della rosa, Tonio ne La figlia del reggimento e Argirio in Tancredi. Il suo ultimo ruolo al Met fu quello di Don Ottavio in Don Giovanni nel 1997. Nei primi anni duemila recitò anche in allestimenti concertistici di alcuni musical, tra cui Sweeney Todd e Candide.
Dopo il ritiro dalle scene si unì al dipartimento di musicologia dell'Università del Michigan come insegnante di canto.

## Discografia (parziale)
| Anno | Titolo Ruolo     | Cast                                 | Direttore     |
| ---- | ---------------- | ------------------------------------ | ------------- |
| 1999 | Tancredi Argirio | Ewa Podleś, Sumi Jo, Pietro Spagnoli | Alberto Zedda |

## Videografia (parziale)
| Anno | Titolo Ruolo                           | Cast                                          | Direttore    | Casa                |
| ---- | -------------------------------------- | --------------------------------------------- | ------------ | ------------------- |
| 1990 | Semiramide                             | Marilyn Horne, Samuel Ramey, June Anderson    | James Conlon | Arthaus             |
| 2000 | Sweeney Todd Adolfo Pirelli            | George Hearn, Patti LuPone, Timothy Nolen     | Rob Fisher   | Image Entertainment |
| 2004 | Candide Vanderdendur Ragotski Governor | Thomas Allen, Patti LuPone, Kristin Chenoweth | Marin Alsop  | Image Entertainment |